# Johann von Uslar
Johann von Uslar (Loccum, Electorado de Brunswick-Luneburgo, 1779-Valencia, Venezuela, 1 de abril de 1866) fue un oficial comandante de la guardia de granaderos de Simón Bolívar, gobernador militar y general comandante de la República de Venezuela. Es el bisabuelo del intelectual venezolano Arturo Uslar Pietri.

## Carrera militar en Europa
Cuando tenía 14 años sus padres lo enviaron a Windsor a estudiar en el King's College. Allí terminó sus estudios como subteniente de los Dragones en 1802. En 1809 fue teniente de la Legión Alemana del Rey y participó en Portugal y España en las Guerras Napoleónicas. Se quedó en España hasta 1814. Tras su regreso a Inglaterra, fue asignado a trabajar como suboficial en el cuartel general de los ingleses en Bruselas y llegó a participar con las tropas dirigidas por el Duque de Wellington en la Batalla de Waterloo el 18 de junio de 1815. Tras la desmovilización se le pasó de baja con honores.

## Llegada a Venezuela
En septiembre de 1818 von Uslar contactó a Luis López Méndez, que había sido enviado por Simón Bolívar al Reino Unido para reclutar mercenarios. A partir de entonces el alemán reclutó voluntarios en Londres y a partir de noviembre en Hamburgo. Desde Hamburgo envió unos 300 hombres a luchar por la independencia de Venezuela. El 4 de abril de 1819 llegó a Juan Griego, en Margarita, y pasó a comandar una división de 150 tiradores de Hannover bajo el liderazgo del general Rafael Urdaneta.
A mitad de julio participó en la toma de Barcelona. Solo gracias a que se puso, junto con sus tiradores alemanes, al lado de Urdaneta durante el saqueo realizado por los británicos consiguió restablecer la disciplina con la tropa. La campaña comenzada por Urdaneta en agosto para tomar Cumaná tuvo que ser abortada porque los españoles eran demasiado fuertes.

## En prisión española
Tras regresar a Maturín von Uslar recibió la orden de volver a Margarita para ocuparse de los mercenarios británicos. Cuando cruzaba el Golfo de Cariaco, un navío de guerra español detuvo la barca que lo trasladaba e hizo prisionero a von Uslar. El gobierno español le hizo un proceso en La Victoria. Como Von Uslar no quería traicionar a los independentistas se le condenó a muerte. Por sus logros contra Napoleón Bonaparte en España el general Pablo Morillo decidió rebajar la condena a trabajos forzados en Valencia. Von Uslar trabajó más de un año como prisionero encadenado en la construcción de calles, hasta que fue liberado en 1820 por el Armisticio de Santa Ana y debido a la intervención personal de Simón Bolívar.

## Tras la Prisión
A comienzos de 1821 von Uslar tomó el comando del batallón Vencedores de Boyacá, con el que participó en la división de Ambrosio Plaza en la Batalla de Carabobo. En el proceso de reestructuración del Ejército de la Gran Colombia, Bolívar le entregó los granaderos. 
Von Uslar se ocupó, junto a Páez, de neutralizar a Francisco Tomás Morales en Naguanagua en agosto de 1822 y participó, de nuevo con Páez, en el sitio de Puerto Cabello en 1823. Decidió retirarse de la actividad militar para casarse con María de los Dolores Hernández de Monagas Llanos en Valencia. Von Uslar contribuyó en gran medida a establecer disciplina en la soldadesca del naciente ejército e introdujo el reglamento prusiano en la formación del ejército venezolano.

## Tras la guerra
Por su participación en la guerra recibió una hacienda en el actual estado Carabobo, así como una pensión de oficial. En 1832 obtuvo la ciudadanía honorífica y tres años después la nacionalidad. Supo mantenerse al margen de las diversas guerras civiles y levantamientos que sufrió Venezuela tras la independencia. En 1842 apoyó las preparativos para sepultar a Bolívar en Caracas y en 1845 fue nombrado juez en el Juzgado Militar Principal. En 1848 y hasta 1856 ocupó en varias ocasiones el puesto de gobernador militar de Valencia por pedido del gobierno. Por esta labor se le promovió en 1852 a general de brigada y en 1854 a general de división. Por su labor se le declaró a la edad de 84 años comandante general del ejército venezolano. Murió a los 87 años. Desde 1942 sus restos descansan en el Panteón Nacional de Venezuela.

## Literatura
- Günther Kahle: Bolivar und die Deutschen. Dietrich Reimer Verlag, Berlin, 1980
- Hector Bencomo Barrios: Los héroes de Carabobo. Ed. de la Presidencia de la República; Caracas, Venezuela. 2004 ISBN 980-03-0338-3 (PDF para bajar)
- Universidad de los Andes, Trujillo, Venezuela. Kurzbiografie ⇒ Personajes de la Guerra de Independencia, Página 21